# Knæverpinde
 Denne artikel omhandler musikinstrument. Opslagsordet har også en anden betydning, se Bones.
Knæverpinde (eller bones) er et simpelt musikinstrument som består af to eller flere pinde, oftest af ben eller træ, som holdes mellem fingrene og slås mod hinanden ved at kaste med håndleddet.